# Rey Chow
Rey Chow (née en 1957 à Hong-Kong) est une chercheuse dont les travaux associent les études postcoloniales, la théorie féministe, les études filmiques et les cultural studies. Elle est spécialiste notamment de la littérature et du cinéma chinois du XXe siècle. Formée à Hong Kong et aux États-Unis, elle a enseigné dans plusieurs grandes universités américaines, dont la Brown University.
Les travaux de Rey Chow sont considérés comme novateurs sur les questions de l'ethnicité, du genre, des médias visuels, et de la traduction culturelle. Inspirée par les traditions critiques du poststructuralisme, du postcolonialisme et des études culturelles, Chow explore certaines hypothèses qui lui paraissent problématiques concernant les cultures non occidentales et les minorités ethniques, qu'il s'agisse d'hypothèses formulées dans le discours universitaire, ou dans des discours publics sur l'identité ethnique et culturelle. Elle analyse « l'imbrication du savoir, du pouvoir et des rapports de domination ».

## Formation et carrière
Après des études secondaires au lycée à Hong Kong Rey Chow a obtenu une licence à l'Université de Hong Kong. Sa formation initiale s'est déroulée, selon ses propres termes, dans le cadre d'« institutions coloniales » britanniques et américaines. Lui conférant la possibilité de s'exprimer, ses études la placent selon elle dans une position qui n'est pas celle d'une victime ; « mon instruction », écrit-elle, « me permet de parler et d'écrire en utilisant les outils de mes ennemis ».
Elle a reçu un doctorat en « Modern Thought and Literature » de l'université de Stanford en 1986. En 1996, elle est devenue professeur l'Université de Californie à Irvine où elle a enseigné la littérature comparée. Par la suite, elle est devenue professeur en sciences humaines à l'Université Brown. Elle a dirigé un séminaire à l' École de critique et de théorie. Chow est actuellement professeur de littérature au Trinity College of Arts and Sciences de l'Université Duke .

## Réception de son œuvre
Le travail de Rey Chow a fait l'objet d'études, d'anthologies, et a reçu une reconnaissance particulière dans un certain nombre d'espaces académiques. Paul Bowman a rassemblé plusieurs de ses essais dans le Rey Chow Reader, publié par Columbia University Press,. P.Bowman a également fourni un soutien éditorial à deux numéros d'articles universitaires entièrement consacrés à Chow. Le volume 20, numéro 4 de la revue Social Semiotics était consacré à l'exploration des travaux de Rey Chow en relation avec le domaine de la sémiotique. Le volume 13, numéro 3 de la revue Postcolonial Studies explore l'application interdisciplinaire de ses concepts aux études postcoloniales.
Chow a siégé au comité de rédaction d'un certain nombre de revues universitaires et de forums, notamment les Differences, Arcade, Diaspora: A Journal of Transnational Studies et South Atlantic Quarterly, et au conseil consultatif de la revue féministe Signs,,,,.

## Thèmes de recherche

### Théorie féministe du cinéma
Selon Rey Chow, la société moderne condamne les femmes à être des images visuelles. L'accent mis sur la valeur esthétique des femmes empêche ces femmes de contrôler leur propre relation au monde, renforce leur position d'« autre », les déshumanise et constitue un acte de violence à leur encontre. Le premier livre de Chow, Femme et modernité chinoise (1991) introduit les questions liées au genre et à la culture de masse dans les études de la culture et de la littérature chinoises.
Rey Chow s'inspire des travaux de la théorie féministe du cinéma (feminist film theory (en)) qui s'est développée dès les années 1970 et qui analyse la manière dont le cinéma produit les différences entre hommes et femmes. Cette théorie féministe s'intéresse plus particulièrement à la position masochiste dans laquelle est placée la spectatrice, réifiée en tant que femme par le regard masculin producteur de l'image. Rey Chow croise cette approche féministe et l'approche postcoloniale ; elle étudie ainsi la position de la spectatrice non-occidentale ou membre d'une minorité ethnique ; son travail sur le cinéma associe le genre et l'ethnicité.

### Le sujet ethnique
Chow ne voit pas l'ethnicité comme une catégorie nécessaire ; elle travaille à la déconstruire. De même que selon Simone de Beauvoir, « on ne naît pas femme, on le devient », pour Rey Chow, « on ne naît pas ethnique, on le devient ». Chow analyse l'ethnicité comme une construction créée par un discours qu'anime la pulsion de classer et de comprendre le monde en termes d'images. Pour Chow, en effet, l'indigène est « une projection du regard du colonisateur », « un symptôme de l'homme blanc ». L'ethnicité et la création de «l'autre » reposent sur l'idée selon laquelle l'individu peut et doit être classé selon des caractéristiques visuelles.

L'une des idées centrales pour de nombreux théoriciens critiques est l'idée du sujet ; Rey Chow étudie l'idée de subjectivité à la lumière de l'ethnicité, en particulier la subjectivité des minorités ethniques, en prenant appui sur les idées de Foucault et sur la psychanalyse. L'un de ses concepts centraux stipule que l'individu devient ethnique du fait de la pression exercée par les systèmes sociaux ; cette pression aurait favorisé notamment l'émergence d'une littérature autobiographique, ou « auto-ethnographique », une littérature qui incite à explorer sa propre ethnicité. Chow conteste  l'idée admise selon laquelle ces écrits autobiographiques pourraient être libérateurs. Elle écrit :
Lorsque des individus appartenant à des minorités pensent qu'en se référant à eux-mêmes, ils se libèrent des pouvoirs qui les assujettissent, ils permettent en réalité à ces pouvoirs de fonctionner de la manière la plus intime en pénétrant leur cœur et leur âme, dans une sorte d'abandon volontaire de leur part qui est, en fin de compte, pleinement complice du verdict de culpabilité qui a été prononcé à leur encontre socialement, bien avant qu'ils ne prennent la parole
Pour Chow donc, la littérature auto-ethnographique permet à la culture hégémonique de renforcer l'image d'une ethnicité stéréotypée des individus. Chow analyse la manière dont les individus doivent agir « authentiquement » et incarner une culture ethnique, se conformer à une certaine norme d'ethnicité. Elle appelle ces performances de l'ethnicité « mimétisme coercitif » ("coercive mimeticism"), parce que l'individu ne simule l'ethnicité qu'en réaction à la pression sociale exercée sur lui pour qu'il remplisse un certain rôle ethnique. Représenter l'individu comme ethnique est une manière pour la société de lui intimer l'ordre de « rester à sa place », thème qu'elle analyse notamment sous le concept de “silence de la native” : une forme d'exotisation par laquelle l'universitaire spécialiste des communautés opprimées poursuit un intérêt à renommer le fait qu'elles sont silenciées.
En outre, Chow dit que souvent les individus qui manipulent la coercition n'appartiennent pas à la culture hégémonique, mais plutôt à la même communauté "ethnique" que ceux auxquels ils reprochent de ne pas être «assez ethniques». Ainsi, pour Chow, l'identification d'individus comme "ethniques" peut devenir un outil permettant de rabaisser les individus de cultures minoritaires au sein de leur communauté d'origine.
Les livres de Chow consacrés à ces thèmes sont Ethics After Idealism (1998), The Protestant Ethnic and the Spirit of Capitalism (2002), The Age of the World Target (2006) et Sentimental Fabulations, Films chinois contemporains (2007).

### La question de la vision
Rey Chow s'intéresse à la question de la vision dans des disciplines comme l'ethnographie où les chercheurs observent l'autre, et le représentent de manière prétendument objective, dans des photographies, des films documentaires etc. Elle accorde une place centrale au lien entre la vision et le savoir, car « devenir visible signifie devenir objet de connaissance ». Elle explore la manière dont les sciences humaines façonnent notre regard sur le monde, et sur le caractère quelquefois destructeur de ce regard.
Le visuel selon Chow fait intervenir l'idéologie ; il contribue aussi à transformer notre subjectivité.

### Les études régionales
Rey Chow analyse l'arrière-plan idéologique qui est celui des études régionales (area studies). Elle affirme dans The Age of World Target (2006) que la constitution de zones géopolitiques (Amérique latine, Moyen-Orient, Asie du Sud-est etc.) en objets de connaissance séparés suppose de considérer ces zones comme des sources de danger, des menaces nécessitant d'être neutralisées, et que les études régionales présentent « le monde comme une cible ». Cette approche est née de la guerre froide, dont elle a conservé l'état d'esprit. Selon Rey Chow, une telle forme de savoir « qui consiste à mettre le monde sous un viseur relève du racisme et de l'incapacité à porter un regard sur l'altérité au-delà de la trajectoire dessinée par le parcours d'une bombe ».

## Méthode
Paul Bowman décrit la théorie critique de Chow comme une approche fondée sur le poststructuralisme, spécifiquement influencée par la déconstruction de Jacques Derrida et la théorie culturelle dérivée de Stuart Hall.
L'une des critiques majeures de Chow concernant la modernité repose sur l'idée de la « visualité » c'est-à-dire la conversion de choses, de pensées ou d'idées en objets visuels, tels que des films, des photographies, des cartes ou des graphiques. Chow  prend appui sur deux théoriciens de la visualité : Heidegger qui critique le fait que dans la culture moderne tout «devient une image», et Michel Foucault selon lequel les images visuelles sont des outils du biopouvoir.

## Liste de publications
Chow a publié, outre de nombreux articles et traductions, les livres suivants :
- Woman and Chinese Modernity: The Politics of Reading Between West and East. University of Minnesota Press, 1991.
- Writing Diaspora: Tactics of Intervention in Contemporary Cultural Studies. Indiana University Press, 1993.
- Xie zai jia guo yi wai.	 Hong Kong: Oxford University Press, 1995.
- Primitive Passions: Visuality, Sexuality, Ethnography, and Contemporary Chinese Cinema.	 Columbia University Press, 1995.
- Ethics after Idealism: Theory – Culture – Ethnicity – Reading. Indiana University Press, 1998.
- The Protestant Ethnic and the Spirit of Capitalism. Columbia University Press,	 2002.
- Il sogno di Butterfly: costellazioni postcoloniali.	Rome: Meltemi Editore (it), 2004.
- The Age of the World Target: Self-Referentiality in War, Theory, and Comparative Work. Duke University Press, 2006.
- Sentimental Fabulations, Contemporary Chinese Films: Attachment in the Age of Global Visibility. Columbia University Press, 2007.
- The Rey Chow Reader. New York: Columbia University Press, 2010.
- Entanglements, or Transmedial Thinking about Capture. Duke University Press, 2012.
- Not Like a Native Speaker: On Languaging as a Postcolonial Experience. Columbia University Press, 2016.

Et en français, un seul de ses articles a été traduit :
- Rey Chow (trad. Emma Bigé), « Le silence de la native », Multitudes, vol. 84, no 3,‎ 8 octobre 2021, p. 244–254 (ISSN 0292-0107, DOI 10.3917/mult.084.0003, lire en ligne, consulté le 4 mai 2022)